# Banda ciutadana

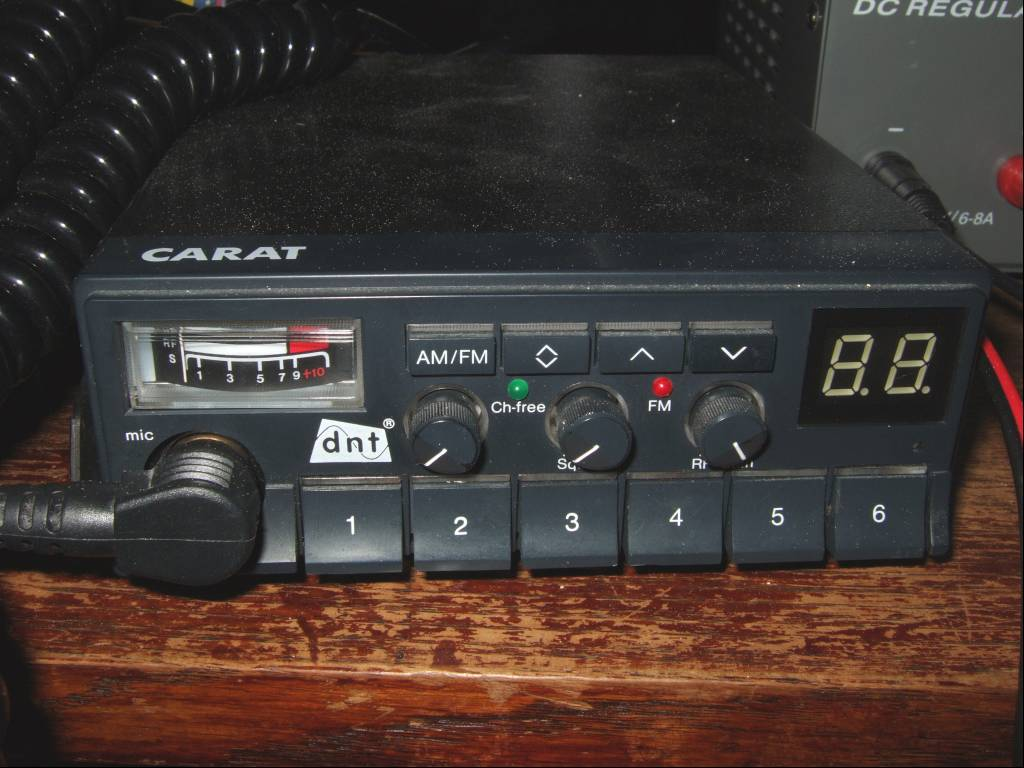
Un equip mitjà de BC, amb AM i FM.

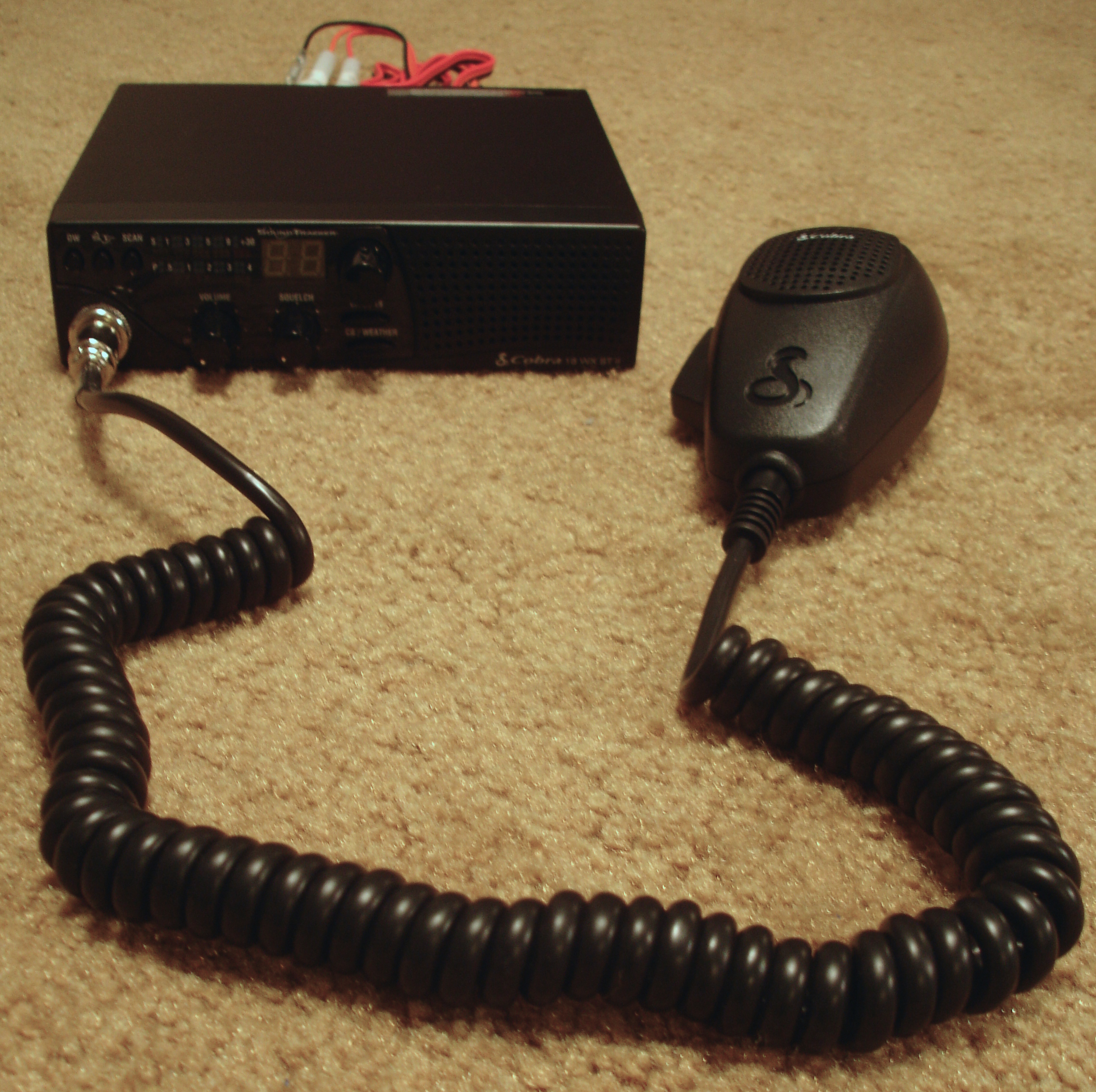
Ràdio CB mòbil Cobra 18 WX ST II amb micròfon.

La banda ciutadana per definició, és una radiocomunicació que usa la porció de l'espectre de freqüències destinada a la lliure comunicació entre el personal civil, per mitjà de la ràdio i sense que mediïn exàmens ni preparació especialitzada.
La Banda Ciutadana s'abreuja amb les sigles CB, que es refereixen a les inicials en anglès de Citizen Band, o BC en països hispanoparlants. Una altra manera de referir-se a ella és per la seva freqüència de 27 MHz (usant-se també les denominacions CB27 i CB-27) o bé per la seva longitud d'ona, que és d'11 metres.
Cal considerar la Banda Ciutadana com un hobby, que permet omplir els temps d'oci mitjançant la comunicació.
No obstant això en algunes circumstàncies poden prestar-se serveis a la societat, perquè gràcies a l'ús dels equips de BC s'han evitat catàstrofes i s'ha ajudat en altres, intervenint en emergències i prestant socors en inundacions, accidents, incendis i altres desastres.

## La Banda Ciutadana en els diversos països
- A Espanya, malgrat ser en l'actualitat una banda sense llicència, fins a maig de 2014 requeria una autorització administrativa i un pagament únic de vuitanta-dos euros en ser concedida i de durada indefinida. Actualment, es considera una banda lliure per a ús civil no comercial. Les freqüències autoritzades van de 26,965 MHz a 27,405 MHz.
- A França es paga al Govern una taxa per la compra de tot equip nou de BC.
- A l'Uruguai al servei de banda ciutadana se li assignen les freqüències compreses entre 26,500 i 27,980 MHz, un espectre més ampli que els 40 canals dels països europeus.
  - Es poden utilitzar les diferents maneres de transmissió com a AM, FM, SSB, telegrafia (CW).
  - A més, a l'Uruguai es paga a la URSEC (Unitat Reguladora de Serveis de Comunicacions), qui controla l'espectre radioelèctric, una taxa per mes per a obtenir el permís d'operació per equip.
- Als Estats Units, l'ús de la BC és lliure i sense llicència. Així i tot hi ha una sèrie de regulacions d'ús establertes per la FCC.
- A Itàlia, els usuaris han d'enviar una declaració al Ministeri de Comunicacions i pagar un cànon anual (dotze euros en 2006), independentment de la quantitat de transmissors que posseeixin.
- A Veneçuela, la Comissió Nacional de Telecomunicacions (CONATEL), ha decretat l'ús lliure de l'espectre radioelèctric en la BC. Sustentat a garantir un mínim de comunicació en cas d'emergència, entreteniment o radioaficionats.
- A l'Argentina, l'Ens Nacional de Comunicacions (ENACOM) és l'encarregat d'assignar els permisos per a l'operació dels equips de Banda Ciutadana. L'ENACOM cobrava un cànon anual d'aproximadament deu dòlars per aquest permís, però actualment el cost de la llicència és gratuït.[1]
- A Costa Rica és supervisada per la Superintendència de Telecomunicacions (SUTEL), entitat que administra l'Espectre Radioelèctric del país, els interessats en el seu ús requereixen un permís que poden obtenir mitjançant sol·licitud sense requisits de proves teòriques ni pràctiques.
- A Mèxic, la instància encarregada és l'Institut Federal de Telecomunicacions (IFT) que, a més de supervisar i administrar l'espectre radioelèctric, atorga els registres dels equips BC utilitzats en el rang de freqüència de 26,965 MHz a 27,405 MHz en la modalitat d'AM (Amplitud Modulada).
- A Xile, l'organisme encarregat és SUBTEL. No cal cap pagament, però sí que cal registrar l'equip en aquest organisme amb la finalitat de poder operar-hi. A pesar que el tràmit és gratuït, molts simplement no el fan, ja que no hi ha una fiscalització en general a vehicles.
- A Guatemala, la Superintendència de Telecomunicacions regula l'ús de l'espectre de radiofreqüència i en particular est, es troba reservat per a l'ús exclusiu d'entitats estatals i organismes de l'Estat

## Equips, antenes i accessoris
L'equip més senzill de BC consisteix en un transmissor de 4 o 5 W de potència i 23 canals en AM (modulació d'amplitud) o Amplitude Modulation en anglès. En 2005 els equips més complets costaven de l'ordre de dos-cents cinquanta euros i posseïen modulació per AM, FM i SSB. Aquesta última permet a més rebre telegrafia.
Les antenes poden ser dipols o bé antenes verticals per a estacions mòbils. Les més usuals solen ser les comunament denominades BC2 i BC3, antenes verticals de 5/8 d'ona amb plans de terra o sense.
És preferible en tota instal·lació posseir un mesurador de ROE, un aparell que permet estimar el percentatge de potència reflectida per l'antena. Per sota del 25 % de potència reflectida (una ROE de 3 a 1), es considera que el transmissor no corre perill; per damunt, es considera que és millor no transmetre per a evitar danys en l'etapa de sortida de RF de l'equip.

## Potències d'emissió
Les potències màximes acceptades per la legislació en la majoria dels països és de 4 watts en AM (Modulació d'amplitud, o Amplitude Modulation, en anglès) i 12 watts en SSB (Banda lateral única, o Single Side Band, en anglès). L'ús de potències majors és il·legal; no obstant això, es venen amplificadors comercials per a transmetre amb potències molt majors.

## Freqüències
A Espanya, la banda ciutadana consta de 40 canals en passos de 10 kHz, el primer d'ells centrat en 26.965 MHz i l'últim en 27.405 MHz. Aquests canals s'utilitzen per a transmissions de veu (fonia) modulades en AM o FM amb potència màxima autoritzada de 4 W i de 12 W en BLU; a part, hi ha 5 canals extra que s'utilitzen en aplicacions SRD (short range devices, dispositius de curt abast) de telecomandament, dades i veu d'ús comú com per exemple control de pilotatge d'aeromodels, micròfons sense fils, control de bebès, etc. Com es desprèn de la taula de més a baix, els canals per a aplicacions de control estan intercalats entre els canals 3 i 4; 7 i 8; 11 i 12, 15 i 16; 19 i 20 (freqüències en MHz 26,995, 27,045, 27,095, 27,145, 27,195) i que estan exclosos en els 40 canals.
Els equips més complets tenen accés a freqüències per damunt i per sota dels 40 canals permesos (són els denominats en l'argot com a alts i superalts i baixos i superbaixos). Aquestes freqüències no són atribuïdes a Espanya a la Banda Ciutadana i és per això que no han d'usar-se sinó per a l'escolta i interferir-hi constitueix delicte.
Encara que els canals es poden usar lliurement n'hi ha dos que tenen una utilització específica:
El canal 9 és l'anomenat canal d'emergència i s'utilitza per a comunicar en situacions d'aquest tipus, encara que aquesta pràctica està caient en desús des de la popularització de la telefonia mòbil i serveis com el 112 a Europa o 911 als EUA.
El canal 19 és el denominat canal de carretera, és utilitzat principalment per camioners i transportistes, generalment és utilitzat per a comunicacions relacionades amb incidències en carreteres com a embussos, controls policials, o preguntar com arribar a un determinat lloc, entre d'altres.
El canal 2 l'usen els turistes itinerants en auto-caravanes per a determinar llocs que es poden visitar, per a definir els llocs de pernoctació, etc.
El canal 16 s'usa per usuaris de vehicles tot terreny en rutes per muntanya i per comunicacions en general entre ells.
La llista de canals dedicats a fonia i les freqüències corresponents és la següent. Noteu el salt de freqüències dels canals 23, 24 i 25 que no es corresponen de manera lògica:
| Canal | Freqüències | Canalització | Comentari                                                                                  |
| ----- | ----------- | ------------ | ------------------------------------------------------------------------------------------ |
| 1     | 26,965 MHz  | 10 kHz       |                                                                                            |
| 2     | 26,975 MHz  | 10 kHz       | FM => Canal dels turistes itinerants en autocaravanes                                      |
| 3     | 26,985 MHz  | 10 kHz       |                                                                                            |
| 4     | 27,005 MHz  | 10 kHz       |                                                                                            |
| 5     | 27,015 MHz  | 10 kHz       | FM => Scouts                                                                               |
| 6     | 27,025 MHz  | 10 kHz       |                                                                                            |
| 7     | 27,035 MHz  | 10 kHz       |                                                                                            |
| 8     | 27,055 MHz  | 10 kHz       |                                                                                            |
| 9     | 27,065 MHz  | 10 kHz       | FM => canal d'emergència                                                                   |
| 10    | 27,075 MHz  | 10 kHz       |                                                                                            |
| 11    | 27,085 MHz  | 10 kHz       |                                                                                            |
| 12    | 27,105 MHz  | 10 kHz       |                                                                                            |
| 13    | 27,115 MHz  | 10 kHz       |                                                                                            |
| 14    | 27,125 MHz  | 10 kHz       |                                                                                            |
| 15    | 27,135 MHz  | 10 kHz       |                                                                                            |
| 16    | 27,155 MHz  | 10 kHz       | FM => vehicles tot terreny en rutes per muntanya i per comunicacions en general entre ells |
| 17    | 27,165 MHz  | 10 kHz       |                                                                                            |
| 18    | 27,175 MHz  | 10 kHz       |                                                                                            |
| 19    | 27,185 MHz  | 10 kHz       | AM / FM => canal de carretera, és utilitzat principalment per camioners i transportistes   |
| 20    | 27,205 MHz  | 10 kHz       |                                                                                            |
| 21    | 27,215 MHz  | 10 kHz       | El solen usar repartidors de paqueteria                                                    |
| 22    | 27,225 MHz  | 10 kHz       |                                                                                            |
| 23    | 27,255 MHz  | 10 kHz       |                                                                                            |
| 24    | 27,235 MHz  | 10 kHz       |                                                                                            |
| 25    | 27,245 MHz  | 10 kHz       |                                                                                            |
| 26    | 27,265 MHz  | 10 kHz       |                                                                                            |
| 27    | 27,275 MHz  | 10 kHz       |                                                                                            |
| 28    | 27,285 MHz  | 10 kHz       |                                                                                            |
| 29    | 27,295 MHz  | 10 kHz       |                                                                                            |
| 30    | 27,305 MHz  | 10 kHz       |                                                                                            |
| 31    | 27,315 MHz  | 10 kHz       |                                                                                            |
| 32    | 27,325 MHz  | 10 kHz       |                                                                                            |
| 33    | 27,335 MHz  | 10 kHz       |                                                                                            |
| 34    | 27,345 MHz  | 10 kHz       |                                                                                            |
| 35    | 27,355 MHz  | 10 kHz       |                                                                                            |
| 36    | 27,365 MHz  | 10 kHz       |                                                                                            |
| 37    | 27,375 MHz  | 10 kHz       |                                                                                            |
| 38    | 27,385 MHz  | 10 kHz       |                                                                                            |
| 39    | 27,395 MHz  | 10 kHz       |                                                                                            |
| 40    | 27,405 MHz  | 10 kHz       |                                                                                            |